# Trifolium vernum
Trifolium vernum är en ärtväxtart som beskrevs av Rodolfo Amando Philippi. Trifolium vernum ingår i släktet klövrar, och familjen ärtväxter. Inga underarter finns listade i Catalogue of Life.